# Карни (контрольно-пропускной пункт)
Карни (араб. معبر المنطار‎; ивр. מעבר קרני‎) — пограничный контрольно-пропускной пункт на границе Израиля и сектора Газа, около 1,5 км к западу от кибуца Нахаль-Оз.
Он расположен в северо-восточной части сектора Газа и был построен в 1993 году, для экспорта/импорта товаров в Палестинскую Автономию. КПП Карни также использовался населением Нецарим, потому что это была единственная безопасная дорога из Израиля в изолированное поселение на территории сектора Газа. В отличие от КПП Эрез, который находится в ведении Армии обороны Израиля, КПП Карни находился в ведении Управления аэропортов Израиля.
Когда ХАМАС захватил сектор Газа, большая часть оборудования на палестинской стороне была уничтожена, а терминал был закрыт израильскими властями из-за постоянных попыток терактов, проводимых организацией ХАМАС. Предыдущие палестинские операторы, которые были связаны с ФАТХ, бежали в Западный берег. ХАМАС предложил ФАТХ снова принять под управление КПП Карни или нанять турецкую компанию, которая работает с палестинской стороной, однако Израиль упорно отказывается иметь дело с «Хамас», считая эту организацию террористической.
КПП периодически функционировал вплоть до 2011 года, в котором был окончательно закрыт и впоследствии демонтирован.
Вместо него в настоящее время функционирует КПП Керем Шалом.